# Phil Manzanera
Phil Manzanera, egentligen Philip Geoffrey Targett-Adams, född 31 januari 1951 i London, är en brittisk rockgitarrist. 
Manzanera är på mödernet av colombiansk härkomst, vilket gjorde att han som barn vistades en del i Centralamerika. Han återvände senare till Storbritannien. Manzanera bildade i London 1966 den avantgardistiska gruppen Pooh and the Ostrich Feather, vilken senare bytte namn till Quiet Sun. Med denna grupp spelade Manzanera tills den upplöstes 1972. Nästan omedelbart efter detta efterträdde han David O'List som gitarrist i Roxy Music och spelade som medlem i denna grupp in en rad klassiska plattor. 
1974 debuterade han, parallellt med Roxy Music, som soloartist med LP:n Diamond Head, huvudsakligen instrumental. Manzanera brukade för övrigt framföra exempelvis titelspåret även på Roxy Musics konserter. Han medverkade även på soloskivor med både Bryan Ferry och Brian Eno, trots osämjan mellan dessa båda, och gav åter ut skivor med ett återförenat Quiet Sun. Under Roxy Musics uppehåll 1975–1978 bildade Manzanera med bland annat Eno hobbygruppen 801, som släppte en hyllad liveskiva, samt släppte en rad soloplattor, var producent, bland annat åt Split Enz och sessionsmusiker med mera. Han turnerade även med Ferry samt medverkade på Roxy Musics sista skivor och bildade efter gruppens upplösning 1983 The Explorers med Andy McKay. Denna grupp förde vidare en del av soundet från det sena Roxy Music. Manzanera släppte ytterligare soloskivor under 1980-talet men låg ganska lågt under 1990-talet. Han uppträdde dock gärna på scen i olika sammanhang. 1999 uppträdde han live med Ferry för första gången sedan 1982. Under 2000-talet har han bland andra samarbetat med David Gilmour på dennes cd On an Island, vilken han producerade. 